# Anereuthina lilach
Anereuthina lilach är en fjärilsart som beskrevs av Achille Guenée 1852. Anereuthina lilach ingår i släktet Anereuthina och familjen nattflyn. Inga underarter finns listade i Catalogue of Life.